# Shunko (película)
Shunko es una película argentina dramática de 1960 dirigida por Lautaro Murúa y escrita por Augusto Roa Bastos, basada en la novela homónima de Jorge W. Ábalos. Es protagonizada por Lautaro Murúa y Raúl del Valle, y cuenta con música de Waldo de los Ríos, un reconocido innovador en el tratamiento de la música clásica contemporánea. Fue estrenada el 17 de noviembre de 1960 y recibió el Cóndor de Plata como Mejor Película en 1961.

## Sinopsis
Un maestro (Lautaro Murúa) educado en la gran ciudad es destinado a una escuela rural en la provincia de Santiago del Estero, en la que los alumnos son hablantes de quechua. Inicialmente los prejuicios etnocentristas del maestro y su ignorancia de la cultura quechua y las vidas de los niños lo llevan a entrar en conflicto con sus alumnos y a distanciarse de ellos. Sin embargo, poco a poco es el maestro el que comienza a aprender de sus alumnos y a establecer una relación de respeto y aprendizaje mutuo.

## Reparto
- Lautaro Murúa
- Raúl del Valle
- Fanny Olivera
- Orlando Sacha
- Gabriela Schóo
- Ángel Greco
- Graciela Rueda
- Trinidad Ledesma
- Marta Roldán
- Oscar Llompart
- Raúl Parini
- Ramón del Valle García
- Guillermina Rosenstein
- Beatriz Abre
- Ramona Ledesma

## Producción

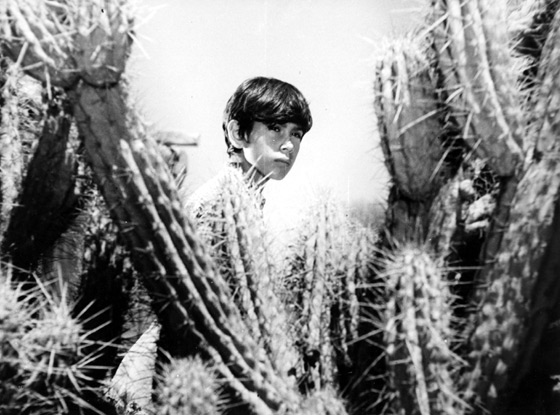
Foto fija del film.

El guion se basa en la conocida novela del mismo nombre de Jorge W. Ábalos, que ha sido traducida a varios idiomas y utilizada muchas veces como libro de lectura en las escuelas primarias argentinas. Ábalos fue un destacado científico (entomólogo) argentino, que se desempeñó como maestro rural en Santiago del Estero, de donde tomó las vivencias que vuelca en su novela.
En la vida real "Shunko" fue Benicio Palavecino, un hombre santiagueño nacido en 1929 y que vivía en el pueblo de Tacañitas, a orillas del Río Salado. Palavecino fue alumno de Ábalos en la segunda mitad de la década del '30 y luego migró al Gran Buenos Aires, para trabajar desde 1953 en el Hipódromo de San Isidro como cuidador de caballos. En el año 2000 Palavecino, con 70 años, fue entrevistado por el periodista Jorge Rouillon, quien le preguntó a Palavecino que le quedaba de recuerdo de Ábalos, y este último contestó con simpleza:  

A ser gente, saber respetar y hablar en castellano.
Benicio Palavecino, "Shunko"

## Premios
- Premios Cóndor de Plata (1961): Mejor película
- Festival Internacional de Cine de Mar del Plata (1961): Mejor película de habla castellana/Mejor película en español